# Robert Tvorogal
Robert Tvorogal (Vilna, 5 de octubre de 1994) es un deportista lituano que compite en gimnasia artística, especialista en las pruebas de barra fija y paralelas.
Ganó cinco medallas en el Campeonato Europeo de Gimnasia Artística entre los años 2020 y 2025. En los Juegos Europeos de Minsk 2019 obtuvo una medalla de oro en la barra fija.

## Palmarés internacional
| Juegos Europeos    | Juegos Europeos     | Juegos Europeos   | Juegos Europeos |
| Año                | Lugar               | Medalla           | Prueba          |
| ------------------ | ------------------- | ----------------- | --------------- |
| 2019               | Minsk (Bielorrusia) | Medalla de oro    | Barra fija      |
| Campeonato Europeo |                     |                   |                 |
| Año                | Lugar               | Medalla           | Prueba          |
| 2020               | Mersin (Turquía)    | Medalla de oro    | Barra fija      |
| 2020               | Mersin (Turquía)    | Medalla de bronce | Paralelas       |
| 2022               | Múnich (Alemania)   | Medalla de plata  | Barra fija      |
| 2024               | Rímini (Italia)     | Medalla de plata  | Barra fija      |
| 2025               | Leipzig (Alemania)  | Medalla de oro    | Barra fija      |